# سيلفي سيلفا
سيلفي دا كوستا سيلفا (مواليد 1999) والمعروفة باسم سيلفي سيلفا، هي حاملة لقب ملكة جمال برتغالية التي توجت ملكة جمال يونيفرسال البرتغال 2019. في 27 يوليو 2019 في غراميدو، البرتغال، حيث سيتنافس حوالي ثمانية عشر مندوبًا من جميع أنحاء البلاد على التاج الوطني.وستمثل بلدها البرتغال في مسابقة ملكة جمال الكون 2019.

## روابط خارجية
- سيلفي سيلفا على إنستغرام
- Official Miss República Portuguesa Website

| الجوائز و الإنجازات | الجوائز و الإنجازات          | الجوائز و الإنجازات  |
| ------------------- | ---------------------------- | -------------------- |
| سبقه فيليبا باروسو  | جمال يونيفرسال البرتغال 2019 | تبعه كريستيانا سيلفا |